# Caméléone
Pour plus de détails, voir Fiche technique et Distribution.
Caméléone est un film français réalisé par Benoît Cohen, sorti en 1996.

## Synopsis
Léa est serveuse dans un bar parisien. Un soir, alors qu'elle rentre chez elle après le travail, elle est abordée et poursuivie en voiture par un inconnu. Deux coursiers, Luc et Jean, la voient passer avec son poursuivant et tentent de lui venir en aide. Mais lorsqu'ils la rattrapent, elle vient de tuer son agresseur d'un coup de revolver. Elle appelle son ancien amant, le commissaire Moskovitch, pour l'informer de ce qui s'est passé. Ce dernier lui promet qu'il va s'arranger pour qu'elle soit mise hors de cause, mais en échange, il lui demande d'éliminer un autre homme...

## Fiche technique
- Titre français : Caméléone
- Réalisation : Benoît Cohen
- Scénario : Benoît Cohen, Alban Guitteny, François Guérif et Hilton McConnico
- Photographie : Bertrand Mouly
- Production : Paulo Branco
- Pays d'origine :  France
- Genre : thriller
- Date de sortie : 1996

## Distribution
- Chiara Mastroianni : Léa
- Jackie Berroyer : Moskowitz
- Seymour Cassel : Francis
- Antoine Chappey : Luc
- Alban Guitteny : Jean
- Julien Collet : Julien
- Edward Bunker : Sid Dembo
- Sandrine Dumas : Eva
- Marilyne Canto : Esther, la patronne du bar
- Philippe van Herwijnen : Le tueur
- François Guérif : Le patron du Soleil
- Dan Herzberg : Le noctambule
- Zinedine Soualem : Le pompiste
- Alain Fromager : Le conducteur de la BMW
- Anthony Souter : Le passager de la BMW
- José Garcia : Le petit flic
- Jean-Luc Revol : Mr. Dakovsky
- Édouard Baer : Le critique d'art
- Riton Liebman : Le Belge